# المتسيف (بني عشوش)
المتسيف هو دُوَّار يقع بجماعة مغراوة، إقليم تازة، جهة فاس مكناس في المملكة المغربية. ينتمي الدوّار لمشيخة بني عشوش التي تضم 17 دوار. يقدر عدد سكانه بـ 20 نسمة حسب الإحصاء الرسمي للسكان والسكنى لسنة 2004.

## روابط خارجية
- البوابة الوطنية للجماعات الترابية
- المندوبية السامية للتخطيط